# 亀井武
亀井 武（かめい たけし、1915年 - 2001年）は、写真評論家、写真史家、写真家。

## 人物
小西六写真工業（現在のコニカミノルタ）に長らく勤務し、社史（『写真とともに百年』昭和48年（1973年））の編纂などを行った。日本写真協会理事にも就く。
2005年の現時点でもなお、もっとも詳細な日本写真史に関する年表である『日本写真史年表　1778-1975.9』（日本写真協会編・講談社・1976年）の編集（愛宕通英、小沢健志と共同で編集）を行った（なお、この年表の監修者は、金丸重嶺、菊池真一、伊奈信男、渡辺義雄）。

## 受賞
- 日本写真協会賞・功労賞（1987年）

## 主要著書
- 日本写真史の落穂拾い／亀井武・著／秋山初雄・編集／日本写真協会／1991年
- 日本写真史への証言（上・下）／亀井武・編／東京都写真美術館叢書／淡交社／1997年／
  - 第1章 孤高の芸術写真家（福田勝治）
  - 第2章 私の半生-写真化学に志して（菊池真一）
  - 第3章 日本初のカラー写真発明者（西村龍介）
  - 第4章 写真流通業界に尽した一生（菅保男）
  - 第5章 田舎出の少年が営業写真界のトップに（堀不佐夫）
  - 第6章 父祖三代の写真の道（古川成俊）
  - 第7章 日本写真会と福原信三・路草兄弟
  - 第8章 カメラとともに五十年（川村兼吉）
  - 第9章 旧日本海軍における写真兵器開発の経過（山田幸五郎）
  - 第10章 写真界の向上と発展に尽くして（春木栄）
  - 第11章 写真流通業界の長老（外丸隆三）
  - 第12章 日本最初の映画撮影技師（浅野四郎）
  - 第13章 国産カメラを作った職人（山崎四郎造）
  - 第14章 もう一人の写真師の開祖（鵜飼玉川）
  - 第15章 明治初期の女性写真師たち
  - （上は第7章まで、下は第8章から）